# Necker (đảo thuộc quần đảo Virgin thuộc Anh)
Đảo Necker (tiếng Anh: Necker Island) là một hòn đảo có diện tích gần 30 hecta ở vùng đông bắc quần đảo Virgin thuộc Anh. Đảo nằm về phía bắc đảo Virgin Gorda và đảo Prickly Pear và về phía đông bắc đảo Mosquito (hay Moskito). Đất đai trên đảo đều thuộc quyền sở hữu của Sir Richard Branson - người nổi tiếng với công ty Virgin Group. Đảo này là một phần trong danh mục các bất động sản xa xỉ của ông, được điều hành như một khu nghỉ dưỡng và có thể tiếp tối đa 28 vị khách một lúc.

## Lịch sử
Từ sau thế kỉ 17, đảo Necker được đặt tên theo họ của vị tư lệnh người Hà Lan là Johannes de Neckere. Cho đến cuối thế kỉ 20 thì đảo vẫn chưa có người đến ở.
Năm 1965, nhà nhiếp ảnh nổi tiếng Don McCullin cùng nhà báo Andrew Alexander đã dành 14 ngày để sống trên đảo tuân theo yêu cầu của tờ Telegraph nơi họ làm việc. Tổng biên tập tạp chí hi vọng họ sẽ sống sót được ít nhất là trong ba tuần. Tuy nhiên, McCullin thuật lại rằng hai người đã phải giương cờ đỏ để xin rời đảo vào đầu ngày thứ mười lăm do không chịu được điều kiện khắc nghiệt. Theo ông, chẳng có gì thơ mộng về hòn đảo hoang này: "Đảo toàn rắn, bọ cạp và những con nhện to (...) Muỗi và côn trùng thì độc và đeo bám dai dẳng hơn cả so với những gì tôi đã gặp ở Việt Nam hay Congo."

## Richard Branson mua đảo
Sir Richard Branson lần đầu để ý đến lời rao bán một số đảo ở quần đảo Virgin thuộc Anh vào năm 1978. Ngay lập tức ông tìm đến vùng này du lịch nhằm nghiên cứu khu bất động sản tương lai. Ông quyết định mua đảo sau khi leo lên ngọn đồi và sững sờ trước vẻ hoang sơ nơi đây. Thời đó, đảo này thuộc quyền sở hữu của Tử tước Cobham và giá bán mà ngài đưa ra là 5 triệu bảng Anh/đô la Mỹ. Lúc đầu Branson bị đuổi khỏi Necker do xúc phạm chủ đảo khi đưa ra mức giá là 100.000 bảng Anh/đô la Mỹ. Tuy nhiên chỉ vài tháng sau, Tử tước Cobham có nhu cầu tiền mặt trong ngắn hạn và đồng ý bán đảo với giá 180.000 bảng Anh/đô la Mỹ Việc xây khu nghỉ dưỡng trên đảo tiêu tốn của Branson khoảng thời gian ba năm và 10 triệu đô la Mỹ chi phí.. Tuy nhiên, trong buổi trả lời phỏng vấn báo Daily Mail vào năm 2006, Branson bộc bạch rằng việc mua đảo là bước đi tài chính tuyệt nhất của ông bởi giá trị ước tính của hòn đảo đã lên đến 60 triệu đô la Mỹ (2006).

## Khu nghỉ dưỡng
Khu nghỉ dưỡng đảo Necker đủ chỗ nghỉ ngơi cho 28 người tại một ngôi nhà chính và sáu biệt thự mang phong cách Bali nằm rải rác đây đó. Nhà chính Great House được tiến hành xây dựng từ năm 1982 và gồm tám phòng ngủ. Bên trong căn nhà là sàn gỗ cứng Brasil, đồ cổ, tác phẩm nghệ thuật, vải dệt thủ công và đồ đạc làm bằng tre. Trên đảo có hai hồ bơi, hai sân quần vợt và đội ngũ nhân viên phục vụ gồm 60 người. Đảo còn có tàu ngầm riêng.
Khu nghỉ dưỡng xa hoa trên đảo từng tiếp đón nhiều nhân vật nổi tiếng như Công nương Diana, cầu thủ David Beckham, vợ chồng ca sĩ Beyoncé-Jay-Z, diễn viên Harrison Ford, ca sĩ Mariah Carey, diễn viên Eddie Murphy, cựu tổng thống Mỹ Jimmy Carter, nghệ sĩ Peter Gabriel, nhà hoạt động Desmond Tutu, người dẫn chương trình truyền hình Oprah Winfrey, diễn viên Robert De Niro, người mẫu Kate Moss, cựu thủ tướng Anh Tony Blair và người sáng lập Wikipedia là Jimmy Wales. Đặc biệt vào tháng 12 năm 2007, đảo Necker còn là nơi diễn ra lễ thành hôn của Larry Page - vị tỉ phú và là người đồng sáng lập hãng Google.

### Vụ hoả hoạn năm 2011
Ngày 22 tháng 8 năm 2011, ngôi nhà chính trong khu nghỉ dưỡng đã cháy rụi do bị sét đánh khi cơn bão Irene khi tràn qua vùng này. Diễn viên Kate Winslet - một trong hai mươi vị khách vào lúc đó - đã giúp đưa người mẹ 90 tuổi của Branson đến nơi an toàn. Branson viết trên blog của mình rằng: "Nơi đây tràn đầy tinh thần Dunkirk. Chúng tôi sẽ xây dựng lại ngôi nhà sớm nhất có thể. Ở đây chúng tôi có những nhân viên tuyệt vời và chúng tôi muốn họ ở lại làm việc. Tất cả chúng tôi sẽ ở lại đây. Thật nhiều tổn thất nhưng chúng tôi sẽ tạo nên thứ gì đó thậm chí còn đặc biệt hơn nữa từ đống hoang tàn này."